# 母親駱駝
保護母親駱駝（阿拉伯语：‎）是古代的阿拉伯的游牧民族給予現代星座天龍座中一組星群的名稱。取代天龍座頭部的星群被描述為一圈駱駝（天棓三（天龍座β）、天棓四（天龍座γ）、天龍座ν、和天棓一（天龍座ξ））圍繞著中間的駱駝寶寶（在中間的暗星），另一隻駱駝母親（天棓增九（天龍座μ））跑過來要加入。它們看似要保護被一列鬣狗（左樞(天龍座ι)、上宰（天龍座θ）、少宰（天龍座η）和上弼（天龍座ζ））攻擊的駱駝寶寶。
阿拉伯現在仍然不接納現代星座的天龍座，並且將這個星座拆成三部分。主要的部份就是保護母親駱駝，第二部分是天棓增九（天龍座μ），稱為舞者الراقص，第三部分則稱為"狼爪（wolf's nails）"或"指痕（fingerprint）" (أظفار الذئب)。